# Siponjot
Siponjot is een bestuurslaag in het regentschap Humbang Hasundutan van de provincie Noord-Sumatra, Indonesië. Siponjot telt 1904 inwoners (volkstelling 2010).